# Взвод Мирон
Штурмовий взвод "МИРОН"  — штурмовий взвод імені Героя України Сергія Миронюка у складі 1-ї штурмової роти, 2-го штурмового батальйону, 3-ї окремої штурмової бригади.

## Історія
Взвод створено у складі ТРО "Азов" у лютому 2022 року із добровольців з різних регіонів України. Бійці взводу брали участь у всіх значущих боях 2-го штурмового батальйону 3-ї ОШБр. 
05.12.2024 року - бійцю взводу МИРОН, Мирону, присвоєно звання Героя України з удостоєнням ордена "Золота Зірка" посмертно.
05.12.2024 року - бійцю взводу МИРОН, Голлівуду, присвоєно звання Героя України з удостоєнням ордена "Золота Зірка" посмертно

## Походження назви взводу
В період травень-червень 2023 року, бійцями взводу вирішено створити нарукавний знак, та назву взводу. У червні 2023 року нарукавний знак був створений, а назва лишалася дискусійною. Після загибелі сержанта взводу Мирона 24.07.2023 року, під час штурму ворожого укріпрайону, бійці взводу вирішили називатися взвод "МИРОН" на честь полеглого побратима, завзяття, воля та жадоба до перемоги якого не знали меж. 

## Бойовий шлях
Бійці взводу брали участь у:
- битві за Мощун
- бої за Бровари
- бої на Запоріжжі
- бої на Бахмутському напрямку
- звільнені н.п. Андріївка Донецької області
- бої в Авдіївці
- бої у Красногорівці, Донецької області
- бої біля н.п. Терни Донецької області
- Бої на півночі Харківської області (2024)

## Втрати
20.01.2023 - друг Сагайдак (у бою на Бахмутському напрямку, поблизу каналу Сіверський Донець — Донбас, на позиції "Суми")
24.01.2023 - друг Їжак (у бою на Бахмутському напрямку, поблизу каналу Сіверський Донець — Донбас, на позиції "Суми")
24.01.2023 - друг Шахід (у бою на Бахмутському напрямку, поблизу каналу Сіверський Донець — Донбас, на позиції "Суми")
24.01.2023 - друг Каскадер (у бою на Бахмутському напрямку, поблизу каналу Сіверський Донець — Донбас, на позиції "Суми")
13.03.2023 - друг Білий (у бою на Бахмутському напрямку, поблизу каналу Сіверський Донець — Донбас, на позиції "Шумахер")
09.05.2023 - друг Ернест (під час контрнаступу ЗСУ, у бою поблизу каналу Сіверський Донець — Донбас 07.05.2023 отримав важке поранення, загинув 09.07.2023 не приходячи до тями)
24.07.2023 - друг Голлівуд (під час контрнаступу ЗСУ при штурмі, поблизу н.п. Андріївка Донецької області)
24.07.2023 - друг Мирон (під час контрнаступу ЗСУ при штурмі, поблизу н.п. Андріївка Донецької області)
24.07.2023 - друг Сантос (під час контрнаступу ЗСУ при штурмі, поблизу н.п. Андріївка Донецької області)
13.09.2023 - друг Калина (під час контрнаступу ЗСУ при штурмі н.п. Андріївка Донецької області)
27.02.2024 - друг Січень (під час штурмових дій у н.п. Красногорівка, Донецької області)
21.03.2024 - друг Ронін (у бою біля н.п. Орлівка, Донецької області, на позиції "Бордо")
15.04.2024 - друг Сієста (у бою поблизу н.п. Терни, Донецької області, на позиції "Мангуст")